# ネイマ
ネイマ・ジュリオ・アルフレド（Neyma Julio Alfredo, 1979年5月6日 - ）は、モザンビークの歌手である。

## 来歴
マプトに入植したポルトガル系モザンビーク人を両親に持つ。
若い頃から音楽への情熱を持ち、マプト周辺で開かれる様々なイベントで歌を披露した。ネイマは彼女の完全なキャリアをテレビのファンタジアのコンペティションへの出演によって開始し、そこで2位になった。
彼女の躍進は最初のレコーディングの契約を結んだ時に始まり、1999年に最初のアルバム『ブリガス』がリリースされた。「ブリガス」、「マンイ・ヴィルチュード・マイス・ベラ」、「プライア・フェリス」などのシングル曲がヒットし、彼女はこのアルバムによって大きな知名度を得た。『ブリガス』のヒットにより、2000年に『バイラ』が、2001年に『レナスセール』がリリースされるに至った。
しかし、2005年にリリースされた『アロンバ』はネイマに賞賛を得た歌手として認められるようなスポットライトを戻し、モザンビークとポルトガル語圏からの国際的にメジャーな歌うセンセーションとして認知された。

## ディスコグラフィ

### アルバム
- Brigas  (1999)
- Baila  (2000)
- Renascer  (2001)
- Arromba  (2005)
- Idiomas  (2006)